# Polo na letnich igrzyskach olimpijskich

Polo obecne było w programie igrzysk olimpijskich pięciokrotnie. Pierwszy raz zawodnicy i rywalizowali podczas Letnich Igrzysk Olimpijskich 1900 w Paryżu, a ostatni trzydzieści sześć lat później w Berlinie podczas Letnich Igrzysk Olimpijskich 1936.

## Kalendarium
| Rok  | Miejscowość | Kraj            | Zawody                                       |
| ---- | ----------- | --------------- | -------------------------------------------- |
| 1900 | Paryż       | Francja         | Polo na Letnich Igrzyskach Olimpijskich 1900 |
| 1908 | Londyn      | Wielka Brytania | Polo na Letnich Igrzyskach Olimpijskich 1908 |
| 1920 | Antwerpia   | Belgia          | Polo na Letnich Igrzyskach Olimpijskich 1920 |
| 1924 | Paryż       | Francja         | Polo na Letnich Igrzyskach Olimpijskich 1924 |
| 1936 | Berlin      | III Rzesza      | Polo na Letnich Igrzyskach Olimpijskich 1936 |

## Zawody
| Kat.             | 96 | 00 | 04 | 08 | 12 | 20 | 24 | 28 | 32 | 36 | 48 | 52 | 56 | 60 | 64 | 68 | 72 | 76 | 80 | 84 | 88 | 92 | 96 | 00 | 04 | 08 | 12 | Razem |
| ---------------- | -- | -- | -- | -- | -- | -- | -- | -- | -- | -- | -- | -- | -- | -- | -- | -- | -- | -- | -- | -- | -- | -- | -- | -- | -- | -- | -- | ----- |
| Turniej mężczyzn |    | •  |    | •  |    | •  | •  |    |    | •  |    |    |    |    |    |    |    |    |    |    |    |    |    |    |    |    |    | 5     |
|                  |    |    |    |    |    |    |    |    |    |    |    |    |    |    |    |    |    |    |    |    |    |    |    |    |    |    |    |       |
| Ogólnie          | -  | 1  | -  | 1  | -  | 1  | 1  | -  | -  | 1  | -  | -  | -  | -  | -  | -  | -  | -  | -  | -  | -  | -  | -  | -  | -  | -  | -  | 5     |

## Klasyfikacja medalowa
| Miejsce | Państwo           |   |   |   | Razem |
| ------- | ----------------- | - | - | - | ----- |
| 1.      | Wielka Brytania   | 3 | 4 | 2 | 9     |
| 2.      | Argentyna         | 2 | 0 | 0 | 2     |
| 3.      | Stany Zjednoczone | 1 | 3 | 0 | 4     |
| 4.      | Hiszpania         | 0 | 1 | 0 | 1     |
| 5.      | Meksyk            | 0 | 0 | 2 | 2     |
| 6.      | Francja           | 0 | 0 | 1 | 1     |